# Scott Parazynski
Scott Edward Parazynski (Little Rock (Arkansas), 28 juli 1961) is een Amerikaanse arts en astronaut. Hij is in dienst bij de NASA en heeft vier vluchten met de Spaceshuttle op zijn naam staan. Op 23 oktober 2007 nam hij deel aan missie STS-120, zijn vijfde vlucht.

## Opleiding en werk
Hij behaalde een bachelor in de biologie aan de Stanford-universiteit en bekwaamde zich aan dezelfde universiteit vervolgens als arts. Tijdens zijn medische studie was hij ook aan het onderzoekscentrum van de NASA actief. In maart 1992 begon hij aan een astronautenopleiding bij de NASA. Hij maakte deel uit van NASA Astronautengroep 14. Deze groep van 24 ruimtevaarders had als bijnaam The Hogs.
Parazynski heeft talrijke publicaties op het terrein van de ruimtefysiologie op zijn naam staan en is in het bijzonder deskundig op het gebied van de menselijke aanpassing aan een stressvolle omgeving.

## Nevenactiviteiten
Als medisch student hield hij zich bezig met rodelen en was hij trainer van het Olympische team van de Filipijnen op de Olympische Winterspelen van 1988 in het Canadese Calgary.
Hij heeft diverse liefhebberijen, zo heeft hij een fors aantal vlieguren gemaakt en allerlei bergen beklommen, onder andere de Aconcagua in de Andes, de hoogste berg ter wereld buiten het Himalayagebergte, en tientallen hoge bergen in de Amerikaanse deelstaat Colorado.